# Chocó
Chocó är ett av Colombias departement. Det ligger i nordvästra Colombia, i Colombias stillahavsområde. Chocó gränsar mot departementen Antioquia, Risaralda och Valle del Cauca samt landet Panama (längs med Darién-gapet). Chocó har också kust mot Karibiska havet. Precis som Colombia är det enda landet i Sydamerika som har kust både mot Stilla havet och Karibiska havet är Chocó det enda av landets departement som har kust mot båda dessa hav. Huvudstaden i Chocó heter Quibdó.

## Kommuner i Chocó
1. Acandí
2. Alto Baudó
3. Atrato
4. Bagadó
5. Bahía Solano
6. Bajo Baudó
7. Belén de Bajirá
8. Bojayá
9. Cértegui
10. Condoto
11. El Cantón del San Pablo
12. El Carmen de Atrato
13. El Carmen del Darién
14. El Litoral del San Juan
15. Istmina
16. Juradó
17. Lloró
18. Medio Atrato
19. Medio Baudó
20. Medio San Juan
21. Nóvita
22. Nuquí
23. Quibdó
24. Río Iro
25. Río Quito
26. Riosucio
27. San José del Palmar
28. Sipí
29. Tadó
30. Unguía
31. Unión Panamericana